# Brian Wilson

Brian Wilson in 1966.

Brian Douglas Wilson (Inglewood (Californië), 20 juni 1942 – Beverly Hills (Californië), 11 juni 2025) was een Amerikaanse muzikant, singer-songwriter en platenproducer. Hij was het brein achter de Amerikaanse band The Beach Boys, waarvan hij, behalve bassist en een van de zangers, lange tijd de belangrijkste componist was. Hij was ook de producer van enkele van de belangrijkste albums van de band. Brian Wilson werd nummer 57 in de top 200 beste zangers "200 Greatest Singers of All Time" ranglijst van het blad Rolling Stone. Zijn album Brian Wilson Presents Smile (een remake van nooit uitgebrachte Beach Boys album SMiLE uit 1967) staat eveneens op hun top 500 beste albums aller tijden met plaats 399.

## Biografie

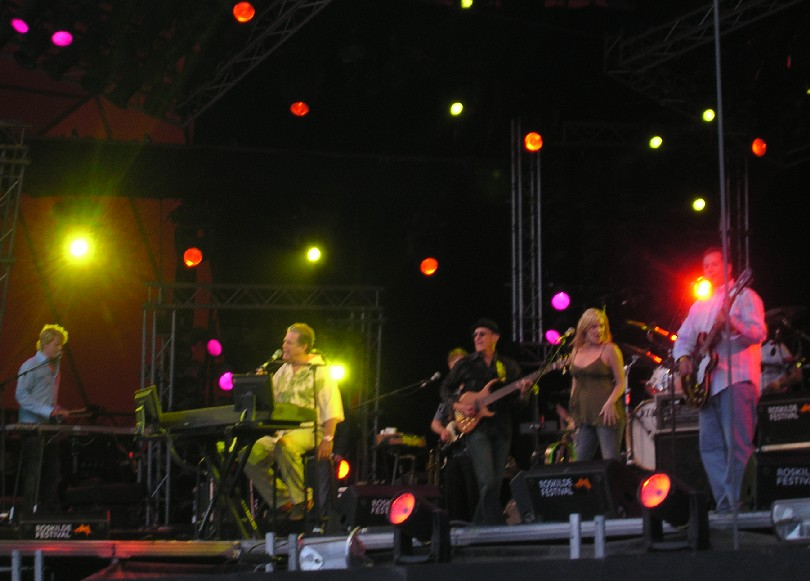
Brian Wilson op het Roskilde Festival in 2005.

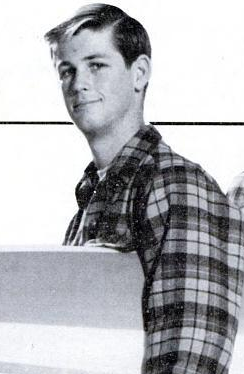
Brian Wilson in het jaar 1963.

Brian was de oudste van drie zonen van Murry Wilson, een hardhandige man die zelf met weinig succes had gepoogd een carrière als liedjesschrijver te beginnen. Mede uit frustratie hierover moedigde hij zijn zonen aan een muzikale carrière te beginnen, wat in 1961 resulteerde in de oprichting van The Beach Boys.

### Piekjaren
Vanaf het begin was Brian Wilson het artistieke brein van de band. Hij coachte hen in het toepassen van harmonie naar het voorbeeld van The Four Freshmen. Maakte de groep aanvankelijk nog vrij eenvoudige liedjes over onderwerpen als surfen en auto's, na verloop van tijd werd de muziek complexer en werden de teksten persoonlijker. Bovendien groeide Wilson, ondanks het feit dat hij aan zijn rechter oor slechthorend was, in zijn rol van producer, wat in belangrijke mate bijdroeg aan het geluid van de band. 
In mei 1963 bereikten de Beach Boys de 3e plaats in de Verenigde Staten met het nummer Surfin' U.S.A., een door Brian geschreven bewerking van Chuck Berry's Sweet Little Sixteen, terwijl de B-kant, Shut Down, de 23e plaats haalde. De LP Surfin' U.S.A. kwam in juli op de 2e plaats, terwijl tegelijkertijd Jan & Dean de top van de single-hitparade bereikten met het door Brian Wilson geschreven Surf City. Jan & Dean oogstten vervolgens nog ongeveer een dozijn successen met nummers die ontstonden door de samenwerking van met name Jan (Berry) en Brian Wilson.
Ook in september 1963 scoorden de Beach Boys twee hits met de door Brian geschreven zowel A-(Surfer Girl, 7e plaats) als B-kant (Little Deuce Coupe, 15e plaats) van een single. De volgende maand produceerde hij met zijn groep binnen vier weken na elkaar de LP's Surfer Girl en Little Deuce Coupe, die beide meteen en tegelijkertijd bestsellers bleken, de eerste belandde op nummer 7, de tweede op nummer 4. En in december hadden andermaal beide kanten van een single succes: Be True To Your School (6e plaats) en In My Room (23e plaats). In 1964 volgden nog enkele hit-LP's en -singles van Brians groep, waaronder hun eerste nummer 1-single I Get Around en hun eerste nummer 1-LP The Beach Boys Concert.
Op 23 december 1964 kreeg hij tijdens een vlucht van Los Angeles naar Houston wat benoemd wordt als een "zenuwinzinking"; mede vanwege zijn slechte oor besloot hij snel daarop om te stoppen met optreden en zich volledig te gaan richten op het schrijven van nieuwe nummers en het werken in de studio. Voorlopig viel Glen Campbell bij live-uitvoeringen voor hem in. Naar voorbeeld van de door hem zeer bewonderde Phil Spector creëerde Wilson een 'muur van geluid' door het gebruik van grote aantallen verschillende instrumenten. Nieuwe nummers werden voortaan ingespeeld door de beste studiomuzikanten die Wilson kon krijgen, met name uit de kring rond Spector, waarna de andere Beach Boys alleen nog de vocalen toevoegden.

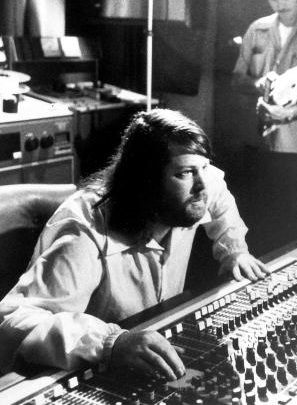
Brian Wilson in 1976, werkend aan 15 Big Ones.

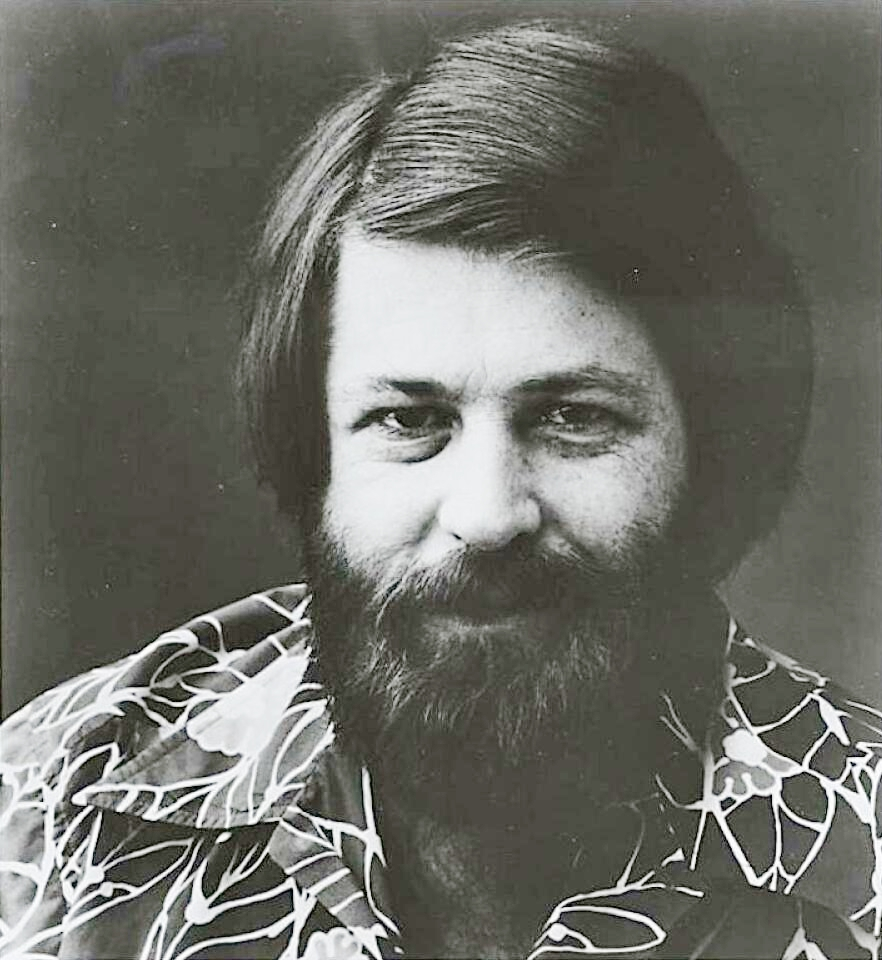
Brian Wilson in 1977.

Een belangrijke stimulans voor Wilson was het verschijnen van het vernieuwende Beatles-album Rubber Soul in 1965. In een poging dit album te overtreffen maakte Wilson in 1966 het Beach Boys-album Pet Sounds, dat als een van de grootste meesterwerken uit de geschiedenis van de popmuziek wordt beschouwd. Intussen bracht hij in maart het eerste solonummer van een Beach Boy uit, Caroline, No, dat als eindnummer op dat album werd gezet en in de Verenigde Staten een 32e plaats bereikte. Pet Sounds bereikte er een 10e plaats, een teleurstelling nadat al zes albums van de groep plaatsen hadden bereikt variërend van 1 tot 6. Maar in het Verenigd Koninkrijk klom Pet Sounds tot de 2e plaats, meteen na het nieuwe album van de Beatles, Revolver.

### Neergang
Op zijn beurt moest Pet Sounds overtroffen worden door Smile, een zeer ambitieus en experimenteel album dat aanvankelijk als werktitel Dumb Angel  had en waarbij Wilson nauw samenwerkte met tekstschrijver Van Dyke Parks. Van de andere leden van de Beach Boys kreeg hij weinig steun; zij voelden zich nu gedegradeerd tot ingehuurde krachten zonder enige creatieve inbreng. In november 1966 werd het grote succesnummer Good Vibrations uitgebracht, dat onder anderen zowel in de Verenigde Staten als in het Verenigd Koninkrijk op de eeste plaats belandde. Brian had er zes maanden aan gewerkt en er waren 17 opnamesessies geweest in vier verschillende studios.
Van Dyke Parks werd vanwege zijn cryptische teksten met name door Beach Boy Mike Love zeer vijandig behandeld. Hoewel veel nummers grotendeels of zelfs geheel af waren was onduidelijk hoe Smile als geheel zou moeten worden. Het werken onder tijdsdruk viel Wilson zwaar, reden waarom zijn aanvankelijke enthousiasme voor het project verdween. Het verschijnen van het Beatles-album Sgt. Pepper's Lonely Hearts Club Band in 1967 - overigens volgens dezen sterk geïnspireerd door Pet Sounds - werd de genadeklap voor het Smile project. Wilson stortte geestelijk in en wilde niets meer met Smile te maken hebben. 
De jaren daarna zou hij zelden zijn bed verlaten, en zijn rol binnen de band werd noodgedwongen snel kleiner. De volgende albums bevatten grotendeels nummers die door de andere bandleden geschreven zijn, terwijl Wilsons bijdragen in een aantal gevallen nummers van Smile zijn die alsnog werden voltooid. In de tweede helft van 1972 verbleef Brian met zijn groep en medewerkers in Baambrugge, waar ze in een demonteerbare studio het minder succesvolle album Holland opnamen.

### Comeback
Pas in 1976 verscheen met 15 Big Ones weer een Beach Boys-album waarop hij de hoofdrol speelde, voornamelijk als producent en zanger. In deze periode trad hij ook weer live op met de band. Hierna geraakte Wilson in een productieve periode, waardoor Love You tot stand kwam, het laatste album volledig geschreven en geproduceerd door Brian. Na het volgende album MIU album verdween hij weer naar de achtergrond.

### Onder behandeling

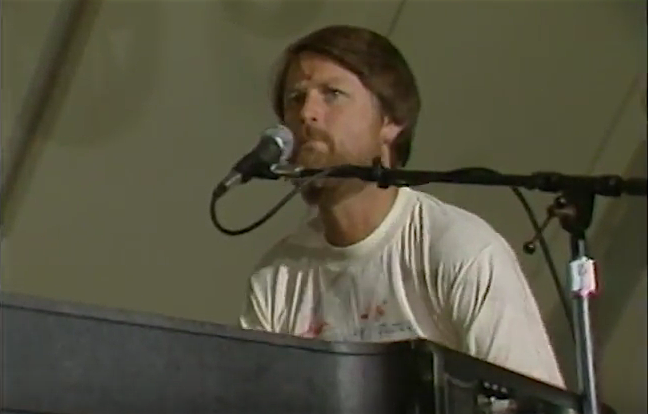
Brian Wilson bij een optreden van the Beach Boys in 1983

Sinds halverwege de jaren 80 stond de labiele en aan drugs verslaafde Wilson onder behandeling bij psychiater Eugene Landy. Hoewel Landy duidelijk vooruitgang boekte was zijn wijze van behandelen omstreden; niet alleen trok Landy bij Wilson in, hij bemoeide zich met ieder aspect van diens leven en wierp zich zelfs op als diens artistieke partner.
Op 28 december 1983 kwam zijn broer en medebandlid Dennis Wilson om het leven, hij verdronk in de haven van Marina del Rey, mede door gebruik van middelen. President Reagan verleende speciale toestemming voor een begrafenis op zee.
In 1988 verscheen Wilsons eerste soloalbum, simpelweg Brian Wilson geheten, waarvoor Landy de teksten schreef. Dit album bevat in de vorm van het nummer Rio Grande een duidelijke verwijzing naar de stijl van Smile. 
In 1990 voltooide Wilson zijn tweede soloalbum Sweet Insanity, wederom in samenwerking met Landy. Dit album werd echter door de platenmaatschappij geweigerd en verscheen alleen in het illegale circuit. Een rechtszaak -aangespannen door de Beach Boys- dwong Landy om zijn contact met Wilson te verbreken. Een tweede rechtszaak volgde, dit keer aangespannen door Mike Love, die financiële vergoeding en erkenning eiste voor zijn bijdragen aan Wilsons nummers.

### Opnieuw op tournee
In 1995 werkte Wilson samen met Van Dyke Parks op diens album Orange Crate Art. Datzelfde jaar was Wilson het onderwerp van de documentaire I just wasn't made for these times, waarvan de soundtrack verscheen op cd. In 1998 verscheen een nieuw soloalbum: Imagination. Hoewel dit album maar matig succesvol was, voelde Wilson zich erdoor wel gesterkt in zijn voornemen om weer te gaan toeren. Hiervoor stelde hij een grote begeleidingsband samen, met daarin onder meer The Beach Boys live-band gitarist Jeffrey Foskett en leden van de band Wondermints.
In 1998 overleed een andere broer en medebandlid, namelijk Carl, aan kanker.
In 2000 verscheen Live at the Roxy Theatre. Met dezelfde band werd in 2002 opgetreden in Groot-Brittannië, waarbij Pet Sounds integraal ten gehore werd gebracht, resulterend in de cd Pet Sounds Live. Aangemoedigd door het succes van deze tournee en aangespoord door Wondermints-lid Darian Sahanaja, besloot Wilson in 2003 Smile alsnog te voltooien en live op te voeren.
Op 20 februari 2004 werd het stuk in Londen voor het eerst opgevoerd. De hierop volgende tournee door Europa en Amerika in 2004 werd een ware triomftocht. Dat jaar verscheen tevens het album Gettin' In Over My Head, waarop Wilson onder meer begeleid wordt door Eric Clapton en Paul McCartney.

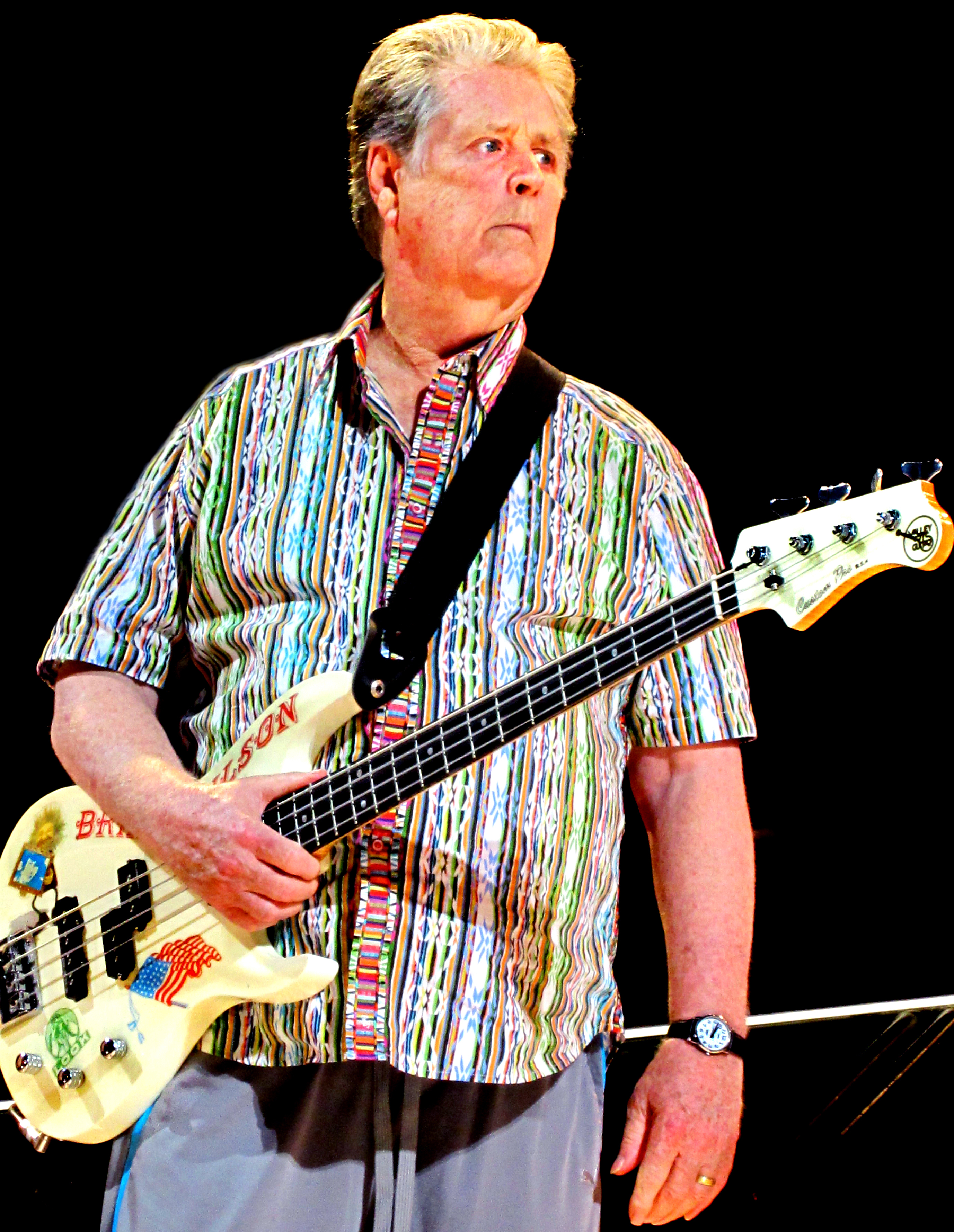
Brian Wilson, met basgitaar, op toernee in 2012

Eind 2004 verscheen het album Smile dat met lovende kritieken werd ontvangen. Voor het instrumentale nummer "Mrs. O'Leary's Cow" van dit album won hij een Grammy Award. Eind 2005 verscheen het in mei opgenomen kerstalbum What I really want for Christmas, dat een aantal kerstklassiekers en twee nieuwe nummers bevat, die samen met Bernie Taupin en Jimmy Webb werden geschreven. In 2008 verscheen That lucky old sun, een conceptalbum dat Wilson schreef in samenwerking met Van Dyke Parks en Scott Bennett. In 2011 keerde Wilson samen met Al Jardine en David Marks eenmalig terug bij The Beach Boys voor het 50-jarige jubileum. Na de reünie in 2012 toerde Wilson verder met Al Jardine en zijn eigen band, later aangevuld met voormalig Beach Boy Blondie Chaplin.
In 2005 werd bekend dat de psychiatrische aandoening waaraan Brian Wilson leed een schizoaffectieve stoornis was.
In 2019 stelde Wilson enkele concertdatums uit vanwege een verslechtering van zijn geestelijke gezondheid. Zijn sociale media verklaarden: "Ik heb geworsteld met dingen in mijn hoofd en dingen gezegd die ik niet meen en ik weet niet waarom. Het is iets waar ik nog nooit mee te maken heb gehad en we kunnen er nog niet helemaal achter komen." De volgende maand verklaarden zijn sociale media dat hij hersteld was en het toeren zou hervatten.
In een Beach Boys fanpodcast uit 2023 maakte Wilsons dochter Carnie Wilson bekend dat haar vader ging stoppen met tournees.
In 2024 werd aangekondigd dat het onafgewerkte countryalbum Cows in the Pasture van Brian Wilson zou worden voltooid en uitgebracht in 2025. Het album werd indertijd geproduceerd door Wilson en Fred Vail.

### Persoonlijk

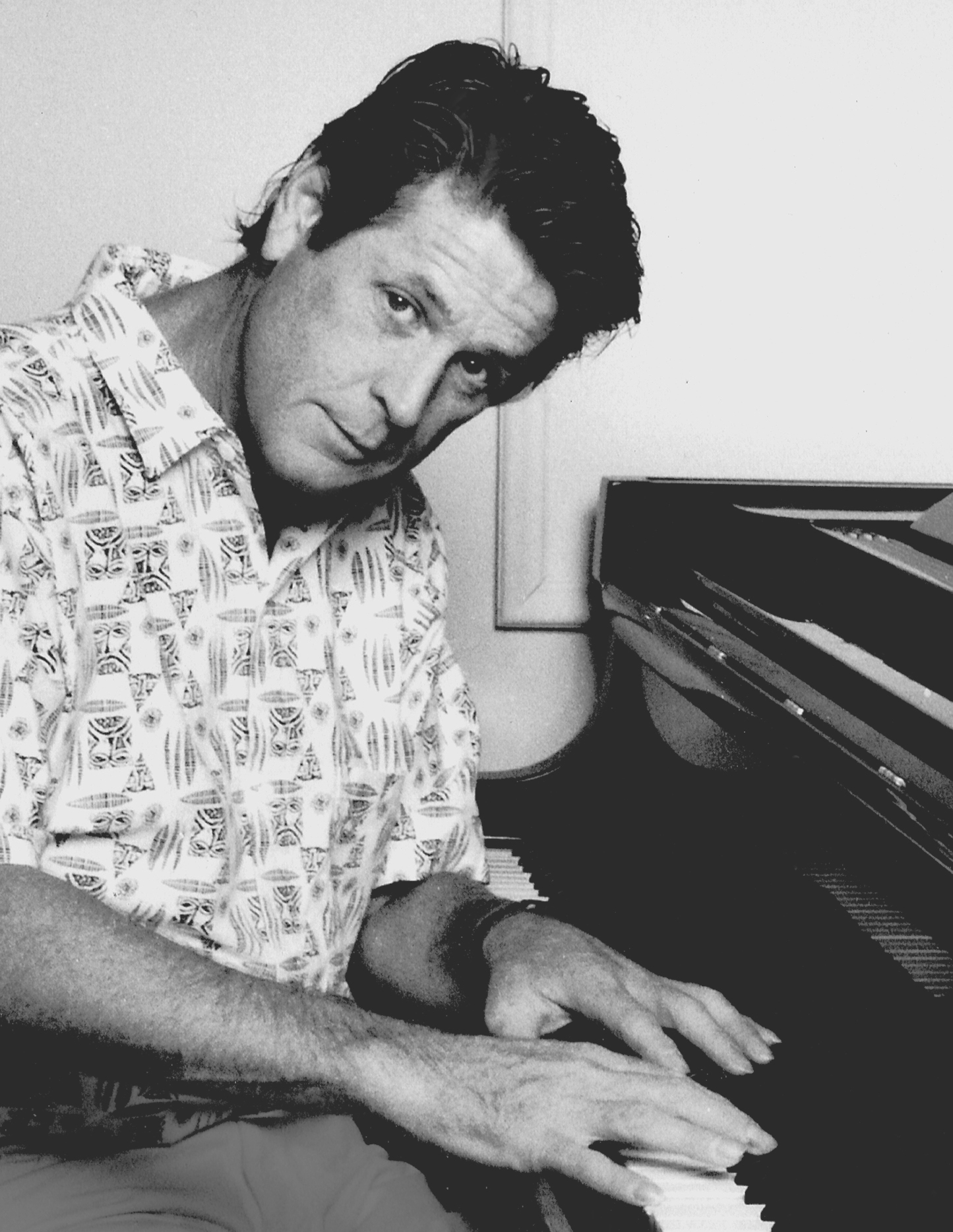
Brian Wilson in 1990.

Wilson was sinds zijn kindertijd doof aan zijn rechteroor. Het is niet zeker of dit gebeurde, nadat zijn vader hem tegen zijn oor had geslagen met een voorwerp of dat Wilson doof is geboren. Door deze zwakte ontwikkelde Wilson de gewoonte om vanaf de zijkant van zijn mond te spreken, waardoor hij de verkeerde indruk wekte dat hij een beroerte had gehad. 
Zijn eerste vrouw was Marylin Wilson waarmee hij zijn kinderen Carnie en Wendy Wilson kreeg; zij vormden later Wilson Philips met Chynna Philips (de dochter van John Phillips en Michelle Phillips). In 1979 scheidde Wilson van Marilyn. In 1995 trouwde Wilson opnieuw en wel met Melinda Ledbetter. Ledbetter was autoverkoopster en mannequin. Samen adopteerden zij 5 kinderen. 
Op 30 januari 2024 stierf Melinda op 77-jarige leeftijd in hun huis. De volgende maand werd aangekondigd dat Wilson een vorm van dementie had en onder curatele ging.
Wilson zelf overleed een jaar later, op 11 juni 2025, op 82-jarige leeftijd.

## Discografie

### Albums
| Album met eventuele hitnotering(en) in de Nederlandse Album Top 100   | Datum van verschijnen | Datum van binnenkomst | Hoogste positie | Aantal weken | Opmerkingen        |
| --------------------------------------------------------------------- | --------------------- | --------------------- | --------------- | ------------ | ------------------ |
| Brian Wilson                                                          | 1988                  | -                     |                 |              |                    |
| Sweet Insanity                                                        | 1990                  | -                     |                 |              | Illegaal           |
| Orange Crate Art                                                      | 1995                  | -                     |                 |              | met Van Dyke Parks |
| I Just Wasn't Made For these Times                                    | 1995                  | -                     |                 |              | Soundtrack         |
| Imagination                                                           | 1998                  | -                     |                 |              |                    |
| Live at the Roxy Theatre                                              | 2000                  | -                     |                 |              | Livealbum          |
| Pet Sounds live                                                       | 2002                  | -                     |                 |              |                    |
| Gettin' in over my head                                               | 2004                  | 26-06-2004            | 83              | 3            |                    |
| Brian Wilson Presents Smile                                           | 2004                  | 02-10-2004            | 21              | 16           |                    |
| What I really want for Christmas                                      | 2005                  | -                     |                 |              |                    |
| That Lucky Old Sun                                                    | 2008                  | 06-09-2008            | 54              | 3            |                    |
| Brian Wilson Reimagines Gershwin                                      | 2010                  | 11-09-2010            | 85              | 2*           |                    |
| In the Key of Disney                                                  | 2011                  | -                     |                 |              |                    |
| No Pier Pressure                                                      | 2015                  | -                     |                 |              |                    |
| At My Piano                                                           | 2021                  | -                     |                 |              |                    |
| Brian Wilson: Long Promised Road (Original Motion Picture Soundtrack) | 2021                  | -                     |                 |              | soundtrack         |

| Album met hitnotering(en) in de Vlaamse Ultratop 200 albums | Datum van verschijnen | Datum van binnenkomst | Hoogste positie | Aantal weken | Opmerkingen |
| ----------------------------------------------------------- | --------------------- | --------------------- | --------------- | ------------ | ----------- |
| Smile                                                       | 2004                  | 09-10-2004            | 19              | 5            |             |
| That lucky old sun                                          | 2008                  | 13-09-2008            | 41              | 1            |             |

### Dvd's
| Dvd's met hitnoteringen in de Nederlandse Music Top 30 | Datum van verschijnen | Datum van binnenkomst | Hoogste positie | Aantal weken | Opmerkingen |
| ------------------------------------------------------ | --------------------- | --------------------- | --------------- | ------------ | ----------- |
| Smile                                                  | 2005                  | 25-06-2005            | 21              | 2            |             |